# جایزه ادبی حبیب غنی‌پور
جایزه حبیب غنی‌پور، جایزه‌ای ادبی است که از سال ۱۳۷۶ هر سال در حوزه ادبیات جنگ ایران-عراق برگزار می‌شود. پایه‌گذار این جشنواره امیرحسین فردی است و نامگذاری آن به یاد حبیب غنی‌پور از کشته‌شدگان جنگ ایران-عراق است.

## دربارهٔ حبیب غنی‌پور
حبیب غنی‌پور زاده سال ۱۳۴۳ محله جی تهران است. او ضمن تدریس به عنوان معلم در مدرسه شهید چمران تهران و همکاری با مجلاتی چون کیهان بچه‌ها و رشد جوان، با انتشار کتاب‌هایی چون «سفر جنوب»، در حوزه ادبی نیز فعالیت‌های خود را ادامه داد. کتاب‌های «قلمی به رنگ خاک» و همچنین «در زندگی حبیب» دربارهٔ زندگی او نگاشته شده‌است. او به تاریخ ۱۰ اسفند ۱۳۶۵ طی عملیات کربلای ۵ در جنگ ایران و عراق کشته شد. جایزه ادبی حبیب غنی‌پور هر سال در همین تاریخ برگزار می‌شود.

## مرامنامه
در مرامنامه این جایزه آمده‌است:
1. این جشنواره مزین به نام شهید حبیب غنی‌پور بوده و مجری آن شورای نویسندگان مسجد جوادالائمه علیه‌السلام است. این جشنواره و همچنین شورای نویسندگان مسجد جوادالائمه (ع) هیچ‌گونه وابستگی فکری و اجرایی به هیچ سازمان، نهاد و شخص حقیقی و حقوقی دیگر ندارد. خاستگاه و پایگاه دائمی آن، همیشه مسجد جوادالائمه (ع) بوده و خواهد بود. در ضمن، نام این جشنواره تحت هیچ شرایطی قابل تغییر نیست.
2. منتخب این جشنواره، همواره از میان کتاب‌هایی خواهد بود که با مضامین اعتقادی و اخلاقی شهید مغایر نباشد.
3. این جشنواره بی‌توجه به نام ناشر و نویسنده و خط‌فکری و سیاسی آن‌ها آثار را بررسی می‌کند.

۴- این جشنواره ضمن در نظر گرفتن مضامین مورد اشاره در بند۱، از حیثیت ادبیات داستانی دفاع می‌کند و آثاری را به جامعه معرفی می‌کند که ادبیات اثر از وجوه مختلف برجسته باشد.
۵- این جشنواره اعتقاد دارد که ادبیات‌داستانی این مرز و بوم می‌تواند با جهانیان و نسل‌های امروز و آینده سخن بگوید و آثاری مورد توجه قرار می‌گیرد که در دنیای امروز حرفی تازه و ارزشمند برای گفتن داشته باشد.